# Rafelbunyol
Rafelbunyol (Spanisch: Rafelbuñol) ist eine Gemeinde in der spanischen Provinz Valencia. Sie befindet sich in der Comarca Heurta Norte in der Agglomeration Valencia. 

## Geografie
Das Gemeindegebiet von Rafelbunyol grenzt an das der folgenden Gemeinden: Massamagrell, Museros, Náquera, La Pobla de Farnals und El Puig, die alle in der Provinz Valencia liegen.

## Demografie
| 1842 | 1900 | 1930 | 1950 | 1970 | 1981 | 1991 | 2001 | 2011 |
| ---- | ---- | ---- | ---- | ---- | ---- | ---- | ---- | ---- |
| 803  | 1599 | 2524 | 2956 | 4327 | 4914 | 4963 | 5727 | 8636 |

## Wirtschaft
Traditionelle Haupteinnahmequelle war die Landwirtschaft. Heute verfügt die Gemeinde über ein Industriegebiet.